# Lluychush
Lluychush es un centro poblado del distrito de Acochaca, ubicado en la provincia de Asunción, departamento de Áncash. Cuenta con una población aproximada de 400 habitantes dedicada mayormente a labores agrícolas y ganaderas.
Es uno de los 5 centros poblados más grandes de la provincia de Asunción. Se localiza sobre los 2900 m s. n. m., a unos 5 km de Acochaca, capital del distrito y a 11 km de Chacas, capital de la provincia. Los centros poblados más cercanos son Sapchá y Wecroncocha, comunicadas con la carretera interprovincial Acochaca-Yanama.